# Ferrovia Reichenau-Disentis
La ferrovia Reichenau-Disentis è una linea ferroviaria a scartamento metrico e trazione elettrica del Cantone dei Grigioni in Svizzera, esercita dalla Ferrovia Retica.

## Percorso
| Unknown route-map component "CONTgq" | Unknown route-map component "STR+r" | Unknown route-map component "d" |

| Unknown route-map component "d" | Unknown route-map component "BHFSPLa" |

| Unknown route-map component "d" | Unknown route-map component "dRMq" | Unknown route-map component "vSKRZ-Ao" | Unknown route-map component "dRMq" |

| Unknown route-map component "d" | Unknown route-map component "dWASSERq" | Unknown route-map component "vWBRÜCKE1" | Unknown route-map component "dWASSERq" |

| Unknown route-map component "d" |  | Unknown route-map component "dSTR" | Unknown route-map component "vSTRl-" | Unknown route-map component "dCONTfq" |

| Small bridge over water |

| Enter and exit tunnel |

| Station on track |

| Enter and exit tunnel |

| Small bridge over water |

| Enter and exit short tunnel |

| Station on track |

| Station on track |

| Station on track |

| Station on track |

| Small bridge over water |

| Non-passenger station/depot on track |

| Station on track |

| Small bridge over water |

| Station on track |

| Station on track |

| Small bridge over water |

| Enter and exit short tunnel |

| Enter and exit short tunnel |

| Station on track |

| Station on track |

| Station on track |

| Station on track |

| Continuation forward |